# إريكو ياماغوتشي
إريكو ياماغوتشي (باليابانية: 山口恵梨子؛ بالكانا: やまぐち えりこ) هي لاعبة شوغي ‏ يابانية، ولدت في 12 أكتوبر 1991 في توتوري في اليابان.